# V. Windisch Éva
Windisch Éva (Budapest, 1924. július 22. − Budapest, 1993. december 12.) irodalomtörténettel és történelemtudománnyal foglalkozó bibliográfus.

## Élete
Értelmiségi családban született, középiskoláit a Szilágyi Erzsébet leánygimnáziumban végezte. 1942 és 1947 között a Pázmány Péter Tudományegyetem Bölcsészettudományi Karának történelem–latin szakos hallgatója volt. 1947-ben középiskolai tanári oklevelet szerzett és jogtudós doktorrá avatták.
1946–1947-ben könyvtárkezelő volt a Szekfű Gyula által vezetett egyetemi Magyar Történeti Intézetben. 1947-ben került az Országos Széchényi Könyvtárba, ahol az első néhány hónaptól eltekintve 1948-tól kezdve végig a kézirattárban dolgozott. 1970-től ennek vezetője lett, s ebben a minőségben vonult nyugdíjba 1985 végén. Vezetői tevékenységének tizenöt esztendeje alatt kidolgozta és gyakorlatba ültette a fondfeldolgozás szabályzatát, s a gyűjteményt számos értékes hagyatékkal és irattárral gyarapította, melyekhez modern fondjegyzékek készültek. Ottléte alatt került haza az Ómagyar Mária-siralmat tartalmazó Leuveni kódex. Nyugdíjazása után a Hungarikum-Kézirat-Kataszter elnevezésű OTKA-program elméleti és gyakorlati munkálatait vezette.
Könyvtári munkája mellett kezdettől végig folytatott tudományos tevékenységet. 1971-ben megszerezte a történettudomány kandidátusa tudományos fokozatot. Legutolsó munkája, amely az értelmiség létszámát vizsgálja a 18−19. század fordulóján, a Kosáry Domokos nyolcvanadik születésnapjára megjelenő emlékkönyvben látott napvilágot 1993 végén. Halála előtt egy héttel kollégáinak a kéziratkataszterről tartott előadást szellemi és fizikai erőinek teljes birtokában.

## Házassága
1951-ben házasságot kötött Vörös Károly történésszel. Gyermekük, Vörös Boldizsár folytatja szülei foglalkozását.

## Munkássága
Munkássága sokrétű volt, de elsősorban a felvilágosodás- és reformkori magyar művelődéstörténetre irányult. Figyelme a sajtótörténet egyes kérdései és a szövegpublikációk mellett egyre inkább a magyar felvilágosodás korának fontos könyvtár- és tudománytörténet kérdései felé terelődött.
Kedvelt témája volt a felvilágosodás korának tudományszervezési programja is. Különösen behatóan foglalkozott a korszak jelentős tudós-személyiségével, Kovachich Márton György munkásságával; kandidátusi értekezését is róla készítette 1969-ben.
Tudományos tekintélye folytán őt nyerte meg az MTA Irodalomtudományi Intézete a készülő A magyar irodalomtörténet bibliográfiája című kézikönyv sorozat egyik sorozatszerkesztőjének. Ennek létrejöttében nagyon fontos szerepe volt széles körű bibliográfiai és tudományos ismereteinek, de mindenekelőtt bölcs és segítőkész irányító munkájának.
Irodalomként használták fel munkáját a Nyelvrokonság és nyelvtörténet című műben.

### Tudományos munkássága
Tudományos munkássága a következő szakterületekre és publikációs formákra terjed ki: folyóiratokban vagy önállóan megjelent tanulmányok, szövegkiadások és bibliográfia.
Nyugdíjba vonulása után is tovább dolgozott a Széchényi Könyvtárban.

### Művei
- WINDISCH Éva, A Hungarika – Kézirat – Kataszter (HKK)
- WINDISCH Éva, A magyar irodalomtörténet bibliográfiája, szerk. VARGHA Kálmán, WINDISCH Éva, I, Bp., Akadémiai Kiadó, 1972
- WINDISCH Éva, A magyar irodalomtörténet bibliográfiája, szerk., VARGHA Kálmán, WINDISCH Éva, II, Bp., Akadémiai Kiadó, 1975
- WINDISCH Éva, A magyar irodalomtörténet bibliográfiája, szerk. KÓKAY György, WINDISCH Éva, III, Bp., Akadémiai Kiadó, 1990
- WINDISCH Éva, A magyar irodalomtörténet bibliográfiája, szerk. VARGHA Kálmán, WINDISCH Éva, IV, Bp., Akadémiai Kiadó, 1997
- WINDISCH Éva, A magyar irodalomtörténet bibliográfiája, szerk. VARGHA Kálmán, KÓKAY György, Windisch Éva, V, Bp., Akadémiai Kiadó, 1997
- WINDISCH Éva, A magyar irodalomtörténet bibliográfiája, szerk. VARGHA Kálmán, WINDISCH Éva, VI, Bp., Akadémiai Kiadó, 1982
- WINDISCH Éva, A magyar irodalomtörténet bibliográfiája, szerk. VARGHA Kálmán, WINDISCH Éva, VII, Bp., Akadémiai Kiadó, 1989
- WINDISCH Éva, A magyar irodalomtörténet bibliográfiája, szerk. KÓKAY György, WINDISCH Éva, VIII, Bp., Akadémiai Kiadó, 1991
- WINDISCH Éva, A magyar sajtó története
- WINDISCH Éva, Az értelmiség létszámának kérdéséhez, In: Európa vonzásában. Emlékkönyv Kosáry Domokos 80. születésnapjára, szerk. GLATZ Ferenc, Bp., 1993, 119-127.
- WINDISCH Éva, Az Országos Széchényi Könyvtár könyvtárosai a reformkorban, Bp., OSZK, 1961
- WINDISCH Éva, Bethlen Miklós önéletírása I-II., Szépirodalmi Kiadó, Bp., 1955
- WINDISCH Éva, Die Bearbeitung literarische Nachlässe
- WINDISCH Éva, Egy század eleji kulcsregény és politikai háttere, Bp., Akadémiai Nyomda, 1966
- WINDISCH Éva, Európa vonzásában Emlékkönyv Kosáry Domokos 80. születésnapjára, Bp., MTA Történettudományi Intézet, 1993
- WINDISCH Éva, Fejezetek a könyvtárosi pálya magyarországi kialakulásának történetéből, Bp., Akadémiai Kiadó, 1957
- WINDISCH Éva, Geschichte und Entwicklung der Literaturarchive in Ungarn
- WINDISCH Éva, Hungarológiai alapkönyvtár, Bp., Tudományos Ismertetterjesztő Társulat: Nemzetközi Magyar Filológiai Társaság, 1986
- WINDISCH Éva, Jankovich Miklós, a gyűjtő és mecénás (1772-1846), Bp., Akadémiai Kiadó Rt., 1985
- WINDISCH Éva, Kemény János önéletírása 1657-1658, Bp., Szépirodalmi Könyvkiadó, 1986
- WINDISCH Éva, Kemény János önéletírása és válogatott levelei, Bp., Szépirodalmi Könyvkiadó, 1959
- WINDISCH Éva, Kísérletek a dél-magyarországi németség megszervezésére a századforduló éveiben, Bp., Akadémiai Nyomda, 1965
- WINDISCH Éva, Kovachich Márton György, a forráskutató, Bp., MTA Történettudományi Intézet, 1998
- WINDISCH Éva, Közlöny, Bp., Akadémiai Kiadó, 1958
- WINDISCH Éva, Miller Jakab Ferdinánd múzeumi igazgató utolsó évei és az Országos Széchényi Könyvtár, Bp., Kossuth Nyomda, 1960
- WINDISCH Éva, Szabadpolcos történettudományi kézikönyvtár szerkesztésének néhány kérdéséről, Bp., OSZK, 1971

#### Fordítása
- FEST Imre, Emlékirataim (Meine Memorien), s.a.r. KOROMPAY Bertalanné, KOROMPAY H. János, ford. WINDISCH Éva, Bp., Universitas, 1999

## Megemlékezés
„Windisch Évában olyan tudósra emlékezünk, aki összhangot teremtett tudomány és szolgálat, hivatás és magánélet között, aki egyszerre volt tudós, köztisztviselő, nő és családanya, s akiről mi, közvetlen munkatársai, talán elmondhatjuk, hogy boldog ember volt.” „Személyiségét, amely egyszerre tartalmazott tudást és szerénységet, tehetséget és szorgalmat, erőt és finomságot, de mindenekelőtt a nemzeti művelődés és az egyetemes kultúra értékeinek a szeretetét és tiszteletét, nem fogják soha elfelejteni azok, aki ismerték. Élete példa marad azok számára is, akik nehezen tudnak belenyugodni abba, hogy ezeket az értékeket ismét a leértékelődés veszélye fenyegeti.

## Külső hivatkozások
- Elektronikus Periodika Archívum és Adatbázis[halott link]
- Elektronikus Periodika Archívum és Adatbázis
- Antikvárium Online Könyvüzlet[halott link]
- Országos Széchényi Könyvtár